# المصلى (العراق)
المصلى حي في مدينة كركوك بالعراق، يقطنه التركمان وهو من أقدم الأحياء في كركوك ويقع في هذا الحي فلكة المصلى وشارع يشار جنكيز وهذا الحي أنجب الكثير من القادة والزعماء التركمان مثل الشهيد يشار جنكيز ونجدت قوچاق